# Алфред Натхорст
Алфред Габриел Натхорст (на шведски: Alfred Gabriel Nathorst) е шведски геолог, палеоботаник, изследовател на Арктика, академик на Шведската академия на науките.

## Биография
Роден е на 7 ноември 1850 година в градчето Ведербрун (Väderbrunn), близо до Нюшьопинг, Швеция. Още в юношеска възраст живо започва да се интересува от геология и на 21-годишна възраст, през 1872 г., посещава в Англия известния по това време геолог Чарлз Лайъл.
След завръщането си от Англия в продължение на повече от 10 години, от 1873 до 1884 г., извършва геоложки проучвания в Швеция. На 5 декември 1884 г. с кралски указ е назначен за професор по геология в Университета в Стокхолм и едновременно с това става куратор по палеоботаника в шведския музей по естествена история и като такъв остава до пенсионирането си през 1917 г.
През 1870 и 1882 – 1883 участва в качеството си на геолог в две експедиции до Шпицберген, втората ръководена от Нилс Адолф Норденшелд. През 1898 г. провежда нова експедиция, вече ръководено от него, като изследва архипелага Шпицберген и доказва, че островната група Земя Крал Карл се състои от три главни острова – Свенскьо, Конгсьо и Абел и множество малки.
През 1898 г. възглавява експедиция в Гренландия, основната цел на която е търсенето на изчезналия балон със Соломон Август Андре на борда. Изследва фиорда Франц Йосиф (на източното крайбрежие на Гренландия) и на запад от него открива п-ов Земя Андре (73°40′ с. ш. 26°00′ з. д. / 73.666667° с. ш. 26° з. д.). На югоизток от полуострова открива фиорда Конг Оскарс (Крал Оскар, 72°20′ с. ш. 23°40′ з. д. / 72.333333° с. ш. 23.666667° з. д.). Между заливите му открива полуостровите Земя Зюс и Земя Натхорст. Между фиорда Франц Йосиф на север и фиорда Конг Оскарс на югозапад открива група острови, в т.ч. Имер (73°10′ с. ш. 24°20′ з. д. / 73.166667° с. ш. 24.333333° з. д.) и Трейл (72°35′ с. ш. 23°20′ з. д. / 72.583333° с. ш. 23.333333° з. д.).
Умира на 20 януари 1921 година в Стокхолм на 70-годишна възраст.

## Памет
Неговото име носят:
- връх Натхорст (880 м), в западната част на остров Западен Шпицберген;
- Земя Натхорст (72°12′ с. ш. 26°02′ з. д. / 72.2° с. ш. 26.033333° з. д.), на източния бряг на Гренландия;
- ледник Натхорстбреен (77°20′ с. ш. 16°21′ и. д. / 77.333333° с. ш. 16.35° и. д.), в югозападната част на остров Западен Шпицберген, спускащ се във фиорда Ван Кьолен;
- нос Натхорст (77°47′ с. ш. 99°50′ з. д. / 77.783333° с. ш. 99.833333° з. д.), най-южната точка на остров Елеф Рингнес, в Канадския арктичен архипелаг;
- нос Натхорст (78°47′ с. ш. 15°24′ и. д. / 78.783333° с. ш. 15.4° и. д.), на източното крайбрежие на фиорда Диксон, на остров Западен Шпицберген;
- п-ов Натхорст (77°40′ с. ш. 15°44′ и. д. / 77.666667° с. ш. 15.733333° и. д.), в югозападната част на остров Западен Шпицберген;
- фиорд Натхорст (71°40′ с. ш. 22°30′ з. д. / 71.666667° с. ш. 22.5° з. д.), на източното крайбрежие на Гренландия.

## Трудове
- „Om forntidens växter“ (1875—76),
- „Bidrag till Sveriges fossila flora“ (1875—78),
- „Geologiska kartbladet etc.“ (1877—82),
- „Bilder ur forntidens växtverld“ (1877),
- „Om floran i Skones kolforande bildningar“ (1878—79),
- „Bidrag till Japans fossila flora“ (1882),
- „Om spår af några evertebrerade djur etc.“ (1880),
- „Sveriges Geologi“ (1894) и др.